# Satsumadori
De Satsumadori (薩摩鶏) is een oud Japans hoenderras, ontstaan in de prefektuur Kagoshima. Het is oorspronkelijk een vechthoen, dat vanwege de lange staart ook bij de langstaartrassen ingedeeld wordt.

## Geschiedenis
Zover bekend, werd het ras voor het eerst in de Edoperiode beschreven in de toenmalige prefektuur Satsuma. De oorspronkelijke naam was Ojidori ("groot landhoen") en had betrekking op de relatieve grootte van de dieren. In 1943 werd het ras als Japans cultureel erfgoed erkend. Nadat hanengevechten in Japan verboden werden, heeft het ras meer een rol als vleeshoen gekregen.

## Kenmerken
Het ras heeft de typische fiere houding van een vechthoen met een brede beenstand. De kop is tamelijk klein met een erwtenkam. De loopbenen zijn vrijwel altijd geel, alleen bij de zwarte kleurslag grijs. Opvallend is de staart met lange veren en een breed uitwaaierende vorm. Deze waaiervorm berust op een mutatie, namelijk een dubbele staartaanzet.

## Erkenning
In de meeste Europese landen is het ras intussen erkend.. In Nederland zijn zilverpatrijs en wildbruin, in België eveneens wit als kleurslag erkend.